# Gare de Tarare
Gare de Tarare vasútállomás Franciaországban, Tarare településen.

## Vasútvonalak
Az állomást az alábbi vasútvonalak érintik:
- Coteau–Saint-Germain-au-Mont-d'Or-vasútvonal

## Kapcsolódó állomások
A vasútállomáshoz az alábbi állomások vannak a legközelebb:
- Gare d’Amplepuis
- Gare de Pontcharra - Saint-Forgeux